# 首都医科大学附属北京友谊医院
首都医科大学附属北京友谊医院，是一家三级甲等医院，是首都医科大学附属第二临床医学院。医院设有西城院区和通州院区并计划建设顺义院区，西城院区位于首都核心区，通州院区位于城市副中心。

## 歷史
首都医科大学附属北京友谊医院，原名“北京苏联红十字医院”，创建于1952年，是中华人民共和国成立后，在苏联政府及苏联红十字会的援助下，由中国政府兴建的第一家大医院。1954年，该医院自甘水桥旧址迁至现址。毛泽东、刘少奇、周恩来、朱德特地为该医院题词。1957年3月，苏联政府将医院正式移交中国，改名中苏友谊医院，中华人民共和国国务院总理周恩来亲自到该医院参加了移交仪式。文化大革命时，一度改称“反修医院”。1970年，周总理亲自为该医院定名为“北京友谊医院”。
该医院是第一批北京市基本医疗保险A类定点医疗机构。2009年8月，该医院的医疗保健中心正式启用，承担北京市及中央司局级以上8000余名医照人员、保健对象的医疗保健任务。2011年4月25日，中共中央政治局常委、中华人民共和国国务院副总理李克强到该医院视察并调研医疗改革工作，宣布该医院为全国以及北京市的公立医院试点改革重点、试点单位。
因在脱贫攻坚战中作出突出贡献，2021年2月25日全国脱贫攻坚总结表彰大会上，首都医科大学附属北京友谊医院被授予“全国脱贫攻坚先进集体”。

## 結構
北京友谊医院现有职工3600余人，其中研究生导师139人，高级专业技术人员526人，国家级和北京市级专业委员会主委、副主委及核心期刊主编、副主编共84人。目前两院区共开放床位2000张，日均门诊量超过1万人次，年均出院7.4万人次。
该医院设有：北京市临床医学研究所、北京市中西医结合研究所、北京热带医学研究所、北京市卫生局泌尿外科研究所。该医院的四大专业特色是：胃肠肝胆胰疾病诊治、热带病和寄生虫病诊治、泌尿系统疾病诊治和肾移植、中西医结合。
该医院也是首都医科大学第二临床医学院，为首都医科大学肾病学系、消化病学系、泌尿外科学系、中西医结合学系、普通外科学系共5个学系的挂靠医院。该医院还是国家执业医师资格技能考试基地，北京市社区护士和全科医生技能考试基地。截至2012年，该医院拥有硕士培养点32个、博士培养点15个，研究生导师90多人，教授、副教授将近140人。

## 西城院区
西城院区位于西城区永安路95号，建设规模19.4万平方米。

## 通州院区

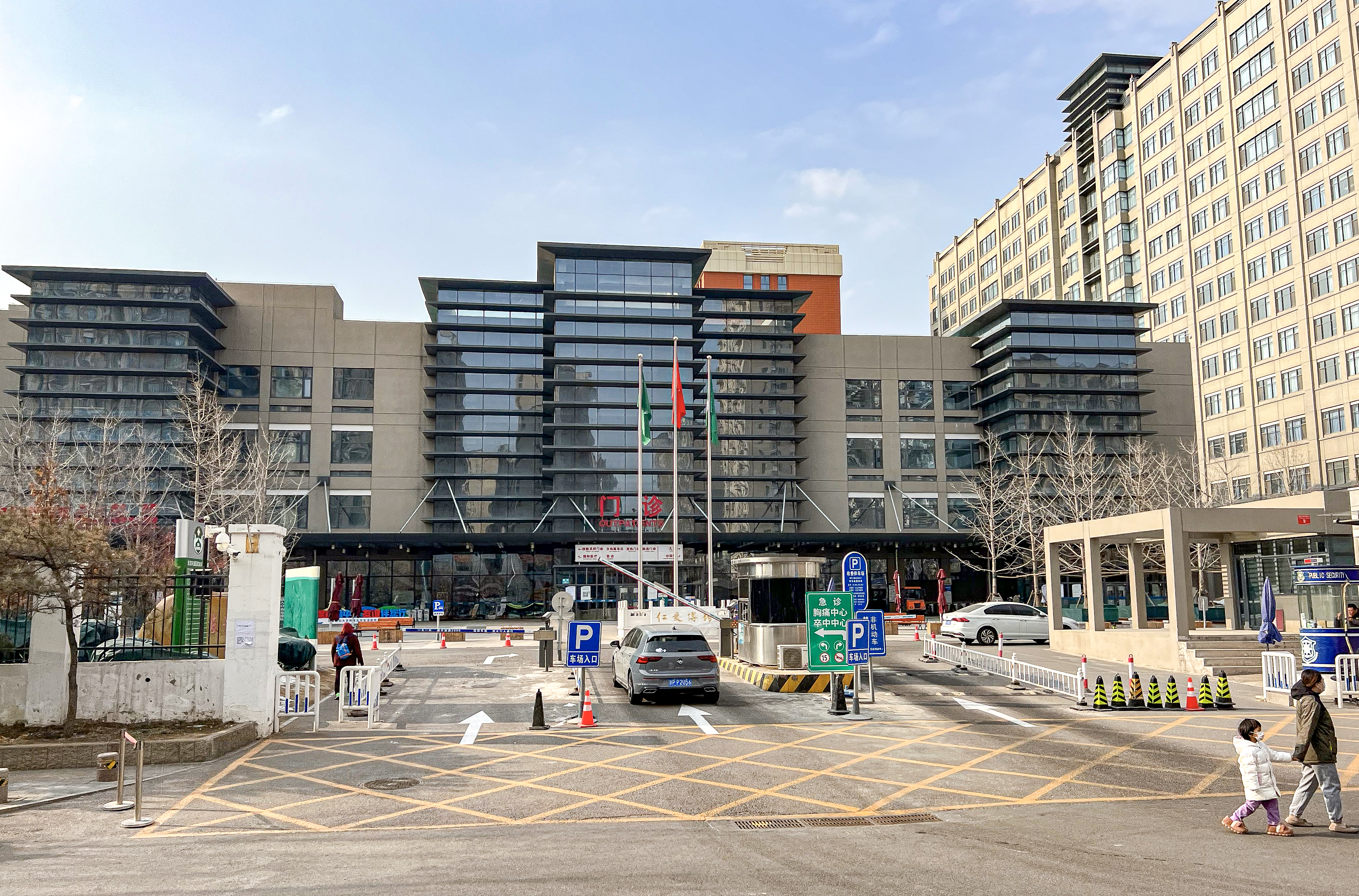
友谊医院通州院区

通州院区位于潞苑南大街1号院101号，一期建设规模11.13万平方米，于2018年底投入使用。通州院区二期于2019年末开工，计划于2022年底建成投入使用。

## 顺义院区
顺义院区位于后沙峪地区，一期筑面积241740平方米，拟设置床位1000张，将新建医疗综合楼(含1、2#病房楼、门急诊医技综合楼、教学宿舍楼、科研办公楼等)、污水处理站及液氧站等。顺义院区2019年开建，2024年4月26日竣工投入使用。